# Stereocaulon
Stereocaulon is een geslacht van korstmossen behorend tot de familie Pertusariaceae. De typesoort is Stereocaulon paschale.

## Kenmerken
De Stereocaulon-soorten zijn meestal grijze tot witte struikkorstmossen met zuilvormige tot rijk vertakte opgaande steeltjes. Ze zijn meestal dicht bedekt met schubachtige uitlopers (phyllocladia). In veel gevallen ontwikkelt zich bruine tot zwarte apothecia. Ze komen meestal op de grond voor, zeldzamer op hout.

## Verspreiding
De Stereocaulon-soorten zijn te vinden op alle continenten, vooral in alpine of arctische klimaten en in de buurt van de kust. In Midden-Europa leven de meeste soorten in bergachtige gebieden boven ongeveer 2000 m boven zeeniveau. M. op kalkarme gronden.
In Noord-Amerika, Scandinavië en Siberië zijn Stereocaulon-soorten, samen met het meer populaire rendierkorstmos, een belangrijk dieet voor rendieren in de winter. In China worden sommige Stereocaulon-soorten voor medicinale doeleinden gebruikt.
Het onderscheid tussen de afzonderlijke soorten is soms erg moeilijk. In Zwitserland wordt het hele geslacht Stereocaulon daarom beschermd volgens de bepalingen van de natuur- en binnenlandse beschermingsverordening. De soorten Stereocaulon incrustatum, Stereocaulon capitellatum, Stereocaulon glareosum, Stereocaulon rivulorum en Stereocaulon tomentosum staan op de rode lijst van bedreigde korstmossen in Zwitserland. De meest voorkomende soort in de Zwitserse Alpen is Stereocaulon alpinum.

## Soorten
Volgens Index Fungorum bevat het geslacht 49 soorten (peildatum februari 2023):
| Soortnaam                                      | Auteur(s)                       | Publicatiejaar |
| ---------------------------------------------- | ------------------------------- | -------------- |
| Stereocaulon alpinum                           | Laurer                          | 1827           |
| Stereocaulon apocalypticum                     | Nyl.                            | 1867           |
| Stereocaulon areolatum                         | McCune, E. Di Meglio & Tønsberg | 2019           |
| Stereocaulon argus                             | Hook. f. & Taylor               | 1844           |
| Stereocaulon austroshetlandicum                | Øvstedal                        | 2001           |
| Stereocaulon botryosum                         | Ach.                            | 1810           |
| Stereocaulon caespitosum                       | Redinger                        | 1936           |
| Stereocaulon cephalocrustatum                  | McCune, E. Di Meglio & Tønsberg | 2019           |
| Stereocaulon commixtum                         | (Asahina) Asahina               | 1969           |
| Stereocaulon compactum                         | (I.M. Lamb) Øvstedal            | 2009           |
| Stereocaulon condensatum (Stuifzandkorrelloof) | Hoffm.                          | 1796           |
| Stereocaulon corticatulum                      | Nyl.                            | 1858           |
| Stereocaulon cumulatum                         | (Sommerf.) Timdal               | 2002           |
| Stereocaulon cymosum                           | Cromb.                          | 1876           |
| Stereocaulon dactylophyllum (Etagekorrelloof)  | Flörke                          | 1819           |
| Stereocaulon delisei                           | Bory ex Duby                    | 1830           |
| Stereocaulon evolutum (Opstijgend korrelloof)  | Graewe                          | 1865           |
| Stereocaulon exalbidum                         | Nyl.                            | 1859           |
| Stereocaulon exutum                            | Nyl.                            | 1890           |
| Stereocaulon fecundum                          | McCune, E. Di Meglio & Tønsberg | 2019           |
| Stereocaulon glareosum                         | (Savicz) H. Magn.               | 1926           |
| Stereocaulon gregarium                         | Redinger                        | 1936           |
| Stereocaulon heardii                           | Øvstedal                        | 2006           |
| Stereocaulon hypothallinum                     | McCune, E. Di Meglio & Tønsberg | 2019           |
| Stereocaulon incrustatum                       | Flörke                          | 1819           |
| Stereocaulon intermedium                       | (Savicz) H. Magn.               | 1926           |
| Stereocaulon kangdingense                      | M.R. Huang & J.C. Wei           | 2004           |
| Stereocaulon klondikense                       | T. Sprib.                       | 2010           |
| Stereocaulon leucophaeopsis                    | (Nyl.) P. James & Purvis        | 1985           |
| Stereocaulon magellanicum                      | (Th. Fr.) Zahlbr.               | 1927           |
| Stereocaulon melanopotamicum                   | I.M. Lamb                       | 1977           |
| Stereocaulon nanodes (Spoorkorrelloof)         | Tuck.                           | 1859           |
| Stereocaulon nivale                            | (Follmann) Fryday               | 2003           |
| Stereocaulon oregonense                        | McCune, E. Di Meglio & Tønsberg | 2019           |
| Stereocaulon paschale (Broccoli-korrelloof)    | (L.) Hoffm.                     | 1796           |
| Stereocaulon pileatum (Staafkorrelloof)        | Ach.                            | 1810           |
| Stereocaulon plicatile                         | (Leight.) Fryday & Coppins      | 1996           |
| Stereocaulon ramulosum                         | Raeusch.                        | 1797           |
| Stereocaulon roccelloides                      | (Th. Fr.) I.M. Lamb             | 1976           |
| Stereocaulon saxatile (Wollig korrelloof)      | H. Magn.                        | 1926           |
| Stereocaulon sorediiphyllum                    | M.R. Huang & J.C. Wei           | 2004           |
| Stereocaulon soufrieranum                      | Øvstedal & Elix                 | 2010           |
| Stereocaulon spathuliferum                     | Vain.                           | 1909           |
| Stereocaulon subcoralloides                    | Nyl.                            | 1878           |
| Stereocaulon symphycheilum                     | I.M. Lamb                       | 1961           |
| Stereocaulon tomentosum (Behaard korrelloof)   | Fr.                             | 1825           |
| Stereocaulon tornense                          | (H. Magn.) P. James & Purvis    | 1985           |
| Stereocaulon trachyphloeum                     | I.M. Lamb                       | 1976           |
| Stereocaulon vesuvianum (Grof korrelloof)      | Pers.                           | 1810           |